# Бърт Рейнолдс
Бърт Рейнолдс (на английски: Burt Reynolds) е американски актьор, режисьор и продуцент , носител е на награди „Еми“, „Сателит“ и два „Златни глобуса“. Номиниран е за „Оскар“ и награда на БАФТА. От 1978 г. има звезда на Холивудската алея на славата.

## Частична филмография
- 1966 – „Навахо Джо“ (Navajo Joe)
- 1969 – „100 пушки“ (100 Rifles)
- 1969 – „Сам Уиски“ (Sam Whiskey)
- 1972 – „Избавление“ (Deliverance)
- 1972 – „Всичко, което винаги сте искали да знаете за секса, но сте се страхували да попитате“ (Everything You Always Wanted to Know About Sex* (*But Were Afraid to Ask))
- 1974 – „Свободна игра“ (The Longest Yard)
- 1977 – „Смоуки и Бандита“ (Smokey and the Bandit)
- 1977 – „Тежка свалка“ (Semi-Tough)
- 1979 – „Започване отначало“ (Starting Over)
- 1980 – „Смоуки и Бандита 2“ (Smokey and the Bandit II)
- 1981 – „Рали Кенънбол“ (The Cannonball Run)
- 1982 – „Най-добри приятели“ (Best Friends)
- 1982 - „Най-прекрасният бардак в Тексас“ (The Best Little Whorehouse in Texas)
- 1983 – „Човекът, който обичаше жените“ (The Man Who Loved Women)
- 1983 – „Смоуки и Бандита 3“ (Smokey and the Bandit Part 3)
- 1984 – „Рали Кенънбол 2“ (Cannonball Run II)
- 1984 – „Градска жега“ (City Heat)
- 1988 – „Смяна на каналите“ (Switching Channels)
- 1989 – „Обирът“ (Breaking In)
- 1989 – „Всички кучета отиват в Рая“ (All Dogs Go to Heaven) (глас)
- 1993 – „Ченге и половина“ (Cop and a Half)
- 1996 – „Стриптийз“ (Striptease)
- 1997 – „Мистър Бийн“ (Bean)
- 1997 – „Буги нощи“ (Boogie Nights)
- 1999 – „Сенките на големия град“ (Big City Blues)
- 1999 – „Гореща Аляска“ (Mystery, Alaska)
- 2001 – „Гориво в кръвта“ (Driven)
- 2002 – „Госпожица Лети и аз“ (Miss Lettie and Me)
- 2005 – „Свободна игра“ (The Longest Yard)
- 2005 – „Царете на хаоса“ (The Dukes of Hazzard)
- 2006 – „Зарежи!“ (Forget About It)
- 2006 – „На седмото небе“ (Cloud 9)
- 2007 – „В името на краля“ (In the Name of the King)
- 2008 – „Делго“ (Delgo)
- 2008 – „Банда аматьори“ (A Bunch of Amateurs)
- 2014 – „Магическа Коледа“ (A Magic Christmas) (глас)
- 2017 – „Последната филмова звезда“ (The Last Movie Star)